# 夏目三久 Tokyo♥ナビゲッチュ〜!
『夏目三久 Tokyo♥ナビゲッチュ〜!』（なつめみく とうきょうナビゲッチュ〜!）は、ニッポン放送で2012年4月8日から2014年3月30日まで放送されていた情報バラエティ番組。

## 番組概要
ニッポン放送は、日曜昼の放送枠にて『鴻上尚史と岡本玲のサンデー・オトナラボ』を放送していたが、2012年3月13日に同局内のイマジンスタジオにて、同年上半期番組編成発表記者会見を行ない、前年に日本テレビを退社し、フリーアナウンサーに転じた夏目を起用した情報バラエティ番組を編成。
番組タイトルに『Tokyo』と付されている事もあり、「東京の今」をキーワードに、日曜の昼にショッピング・デート・仕事に出掛けているドライバーを意識した番組構成となっており、リスナーからの楽曲リクエストも受け付けている。
同年10月の下半期番組編成にて、放送時間枠が14時迄拡大。しかし、半年後に14時台前半の放送枠を分離し、別番組を編成する為に放送時間が縮減され、2014年3月をもって当該番組の終了を発表。当該時間の後継番組には、同局のオールナイトニッポン等に出演して来た元U-turnの土田晃之を起用した、『土田晃之 日曜のへそ』を開始する事となった。

## 出演者

### 放送終了時点

#### パーソナリティ
- 夏目三久（フリーアナウンサー、元日本テレビアナウンサー）

### 過去

#### リポーター
リポーター呼称を「ゲッチュ〜ず」と称し、1から5号存在する
- 島田秀平（お笑いタレント、手相占い師）※1号兼スタジオアシスタント
- コトブキツカサ（お笑いタレント、映画パーソナリティ）※2号
- 荘口彰久（フリーアナウンサー、元ニッポン放送アナウンサー）※3号
- 有野いく（タレント、声優）※4号
- フィフィ（タレント）※海外支部

#### その他出演者
夏目の代理パーソナリティ
- 豊田エリー（女優） - 2013年1月27日

## 放送時間
※JST表記

### 放送終了時点
- 日曜 12:00 - 14:00 - 2013年4月7日 - 2014年3月30日

### 過去
- 日曜 12:00 - 13:20 - 2012年4月8日 - 9月30日
- 日曜 12:00 - 14:30 - 2012年10月7日 - 2013年3月31日

## タイムテーブル
- 12:00 オープニング
- 12:10 週刊! TOKYO DAIRY
- 12:30 ニッポン放送 交通情報(九段センター)
- 12:35 キャッチアップ! Tokyo ナビ
- 12:45 メール紹介
- 12:53 ニッポン放送 ニュース
- 12:55 ニッポン放送 Tokyo♥ナビゲッチュ〜! 天気予報
- 12:57 ニッポン放送 交通情報(九段センター)
- 13:00 Music Click
- 13:19 ニッポン放送交通情報(九段センター)
- 13:20 Dr.コパの風水の知恵 かしまSHOW（パーソナリティ：Dr.コパ、日本通運提供）
- 13:30 メール紹介 / ナビゲッチュ〜カラオケランキング
- 13:49 ショウアップナイターTODAY
- 13:53 ニッポン放送 Tokyo♥ナビゲッチュ〜! 天気予報
- 13:54 ニッポン放送交通情報(九段センター)
- 13:56 エンディング

### コーナー紹介
- 週刊! TOKYO DAIRY

夏目が架空の雑誌『週刊 TOKYO DAIRY』の編集長に扮し、東京で開催される週末のイベントを紹介する。
- キャッチアップ! Tokyo ナビ

東京近郊の話題のスポットをひとつピックアップして掘り下げる特集コーナー。
- Music Click

毎回テーマを絞って送る、音楽特集。

#### 過去のコーナー
- 日曜ほのぼの ほっこり川柳

リスナーから寄せられた日曜の風景を切り取った川柳を紹介する。
- あの日のコトバにありがとう。（2012年7月1日 - ）

有名人やリスナーから寄せられた、人生に生まれた「言葉」の物語を紹介する。
2012年6月期スペシャルウィーク企画「サンデー父の日ミュージックステーション泪と笑いの結婚式ストーリー」からの派生企画。
- めったにかからない名曲コーナー（2012年6月24日 - ）

リスナーから寄せられたラジオではめったのかからない名曲を、喫茶店を舞台にしたミニドラマと共に紹介する。
- 島田秀平の月いち中継（2012年7月8日 - ）

月1回『去年の今頃、あなたは何をしていましたか？』をテーマに、1年前の出来事で話題となった場所の“今”を伝える中継コーナー